# Episodi di Bones (terza stagione)
La terza stagione della serie televisiva Bones è stata trasmessa in prima visione negli Stati Uniti d'America da Fox dal 25 settembre 2007 al 19 maggio 2008.
In Italia è stata trasmessa in prima visione satellitare da Fox Life dal 15 dicembre 2008 al 19 gennaio 2009, mentre in chiaro è stata trasmessa da Rete 4 dal 28 novembre 2009 al 9 gennaio 2010.
| nº | Titolo originale              | Titolo italiano                    | Prima TV USA      | Prima TV Italia  |
| -- | ----------------------------- | ---------------------------------- | ----------------- | ---------------- |
| 1  | Widow's Son in the Windshield | Un collega insostituibile          | 25 settembre 2007 | 15 dicembre 2008 |
| 2  | Soccer Mom in the Mini-Van    | Un mondo più giusto                | 2 ottobre 2007    | 15 dicembre 2008 |
| 3  | Death In the Saddle           | Amore sbagliato                    | 9 ottobre 2007    | 22 dicembre 2008 |
| 4  | The Secret in the Soil        | Il segreto del suolo               | 23 ottobre 2007   | 22 dicembre 2008 |
| 5  | Mummy in the Maze             | La mummia nel Labirinto            | 30 ottobre 2007   | 29 dicembre 2008 |
| 6  | Intern in the Incinerator     | Chiunque ma non uno di noi         | 6 novembre 2007   | 29 dicembre 2008 |
| 7  | Boy in the Time Capsule       | Il ragazzo nella Capsula del Tempo | 13 novembre 2007  | 29 dicembre 2008 |
| 8  | The Knight on the Grid        | I Cavalieri di Colombo             | 20 novembre 2007  | 5 gennaio 2009   |
| 9  | The Santa in the Slush        | Un Babbo Natale insanguinato       | 27 novembre 2007  | 5 gennaio 2009   |
| 10 | The Man in the Mud            | L'uomo nel fango                   | 14 aprile 2008    | 5 gennaio 2009   |
| 11 | Player Under Pressure         | Lo sport fa male                   | 21 aprile 2008    | 12 gennaio 2009  |
| 12 | Baby in the Bough             | Ricominciare da un ponte           | 28 aprile 2008    | 12 gennaio 2009  |
| 13 | The Verdict in the Story      | L'uomo nero                        | 5 maggio 2008     | 19 gennaio 2009  |
| 14 | The Wannabe in the Weeds      | Voglia di cantare                  | 12 maggio 2008    | 19 gennaio 2009  |
| 15 | The Pain in the Heart         | L'ultimo discepolo                 | 19 maggio 2008    | 19 gennaio 2009  |

## Un collega insostituibile
- Titolo originale: Widow's Son in the Windshield
- Diretto da: Ian Toynton
- Scritto da: Hart Hanson

### Trama

Bones, Hodgins, Cam, Sweets, Angela e Booth al laboratorio dopo aver scoperto l'identità dell'assassino

Un teschio viene lanciato da un cavalcavia e si schianta sul parabrezza di un'auto: Booth convince Bones a tornare a investigare sul campo con lui, visto che da tre mesi rimaneva chiusa in laboratorio per coprire i turni di Zack, partito per l'Iraq, che lei non riesce a sostituire. Cam e Bones scoprono che sul teschio ci sono tracce di denti, il che significa che l'assassino è un cannibale. Intanto Jack e Angela assumono un investigatore privato per scoprire chi è il marito di Angela, così che lei possa divorziare e sposarsi con Jack. A sorpresa di tutti Zack torna improvvisamente dall'Iraq, giusto in tempo per fornire una prova cruciale per la risoluzione del caso. Grazie alle teorie di Jack si scopre che il cannibale fa parte di un gruppo segreto fondato anni prima per combattere società segrete come la Massoneria e la Carboneria; la squadra però arriva solo all'assistente del cannibale.
- Ascolti USA: telespettatori 8 400 000[1]
- Ascolti Italia:[2] telespettatori 1 312 000 - share 5,39%[3]

## Un mondo più giusto
- Titolo originale: Soccer Mom in the Mini-Van
- Diretto da: Allan Kroeker
- Scritto da: Elizabeth Benjamin

### Trama
Una donna di nome June salta in aria con il suo furgoncino e Bones e Booth vengono chiamati ad indagare: si scopre che la donna, apparentemente buona moglie e madre di famiglia, era in realtà una ricercata dell'FBI perché faceva parte di un gruppo estremista degli anni settanta e che il suo vero nome era Amy Nash. Le prove indicano che era intenzionata a costituirsi ma qualcuno voleva evitare che lo facesse. Intanto Bones va a trovare suo padre.
- Ascolti USA: telespettatori 7 980 000[4]
- Ascolti Italia:[2] telespettatori 1 465 000 - share 6,89%[3]

## Amore sbagliato
- Titolo originale: Death in the Saddle
- Diretto da: Craig Ross, Jr.
- Scritto da: Josh Berman

### Trama
Dopo la scoperta in una foresta di un corpo decomposto con i piedi amputati e le braccia legate, il team è chiamato a svolgere le indagini sull'omicidio. Si scopre che l'uomo si recava in un ritrovo per feticisti con fantasie erotiche riguardanti i cavalli ed era stato ucciso con un coltello per la pulizia degli zoccoli. Sua moglie l'aveva scoperto con un'altra donna, la sua cavallerizza, appena prima che lui morisse ed entrambe diventano sospettate di omicidio, così come l'ex-marito dell'amante e un macellaio anch'egli frequentatore del ritrovo. Nel frattempo Angela tenta di ricordare, attraverso l'ipnosi, il nome di suo marito, di cui ricorda solo il soprannome Birambau. Angela deve ritrovarlo per divorziare e potersi finalmente sposare con Hodgins. Sebbene la seduta ipnotica non funzioni, alla fine Angela riesce a ricordare il nome: Grayson Barasa.
- Ascolti USA: telespettatori 8 480 000[5]
- Ascolti Italia:[2] telespettatori 1 203 000 - share 8,49%[3]

## Il segreto del suolo
- Titolo originale: The Secret in the Soil
- Diretto da: Steven DePaul
- Scritto da: Karine Rosenthal

### Trama
Viene trovato il cadavere di un uomo bruciato e ancora caldo; Bones, Booth e Cam vengono chiamati sulla scena del crimine. La squadra identifica il cadavere come un famoso imprenditore che possedeva una famosa catena di supermercati che vendeva solo prodotti biologici. La vittima aveva molti nemici perché costringeva gli agricoltori locali a convertire i loro prodotti in biologici ricattandoli. Si scopre anche che la vittima, sposata e con una figlia, aveva avuto molte relazioni in passato e che al momento sembrava averne un'altra e viene trovato anche il cadavere di questa donna. Alla fine si scopre che questa donna, Emma, in realtà era un'altra figlia avuta da una precedente relazione, di cui la vittima si prendeva cura. Ad uccidere Emma è stata la figlia, perché pensava fosse l'amante e voleva proteggere la felicità della madre mentre a uccidere il padre della ragazza è stato il fidanzato della figlia, ritenendolo un idiota per avere fatto soffrire sua moglie e sua figlia.
- Ascolti USA: telespettatori 8 940 000[6]
- Ascolti Italia:[2] telespettatori 1 192 000 - share 4,84%[7]

## La mummia nel labirinto
- Titolo originale: Mummy in the Maze
- Diretto da: Marita Grabiak
- Scritto da: Scott Williams

### Trama
Mentre al Jeffersonian tutti si preparano alla grande festa di Halloween, due corpi mummificati vengono ritrovati in due tipiche attrazioni di Halloween: i corpi si rivelano appartenere a due giovani ragazze rapite qualche tempo prima. La squadra si rende conto di avere a che fare con un assassino seriale che prima di uccidere le sue vittime usa le loro più grandi paure per spaventarle a morte e quando scoprono che un'altra ragazza è stata rapita inizia una corsa contro il tempo per salvarle la vita. Bones e Booth, travestiti da Scienziato Secchione e Wonder Woman, trovano la ragazza chiusa in una stanza piena di serpenti e per salvarla Bones è costretta ad affrontare la sua paura per questi animali. Booth segue il killer in una fogna e quando sta per sparare a Bones e alla ragazza Booth deve combattere la sua paura dei clown, visto che il killer è travestito così, per salvare la vita a Bones.
- Ascolti USA: telespettatori 8 850 000[8]
- Ascolti Italia:[2] telespettatori 1 383 000 - share 6,42%[7]

## Chiunque ma non uno di noi
- Titolo originale: Intern in the Incinerator
- Diretto da: Jeff Woolnough
- Scritto da: Christopher Ambrose

### Trama
I resti di un'impiegata del Jeffersonian, figlia di un famoso scienziato ex insegnante di Bones, vengono ritrovati nell'inceneritore dell'edificio, costringendo la squadra a indagare sui colleghi del museo. All'inizio si pensa che la ragazza sia stata uccisa poiché lavorava nell'équipe che si occupa della autenticazione dei reperti dove si trovano anche i reperti ritrovati nel deposito dei Gormogon, Angela però sa che la ragazza aveva una relazione clandestina con un collega sposato. Intanto Booth fa un favore a Cam fingendo di essere ancora il suo fidanzato durante il compleanno del padre di lei, ma quando la sorella di Cam lo bacia le cose si complicano.
- Ascolti USA: telespettatori 9 520 000[9]
- Ascolti Italia:[2] telespettatori 1 080 000 - share  4,54%[10]

## Il ragazzo nella capsula del tempo
- Titolo originale: Boy in the Time Capsule
- Diretto da: Chad Lowe
- Scritto da: Janet Lin

### Trama
Durante la cerimonia di apertura della "capsula del tempo" del 1987 presso un liceo, dove sono presenti gli ex studenti per la rimpatriata scolastica del loro anno, viene rinvenuto un cadavere sigillato nella capsula stessa. Bones e Booth scoprono che la vittima era un ragazzo di diciotto anni molto intelligente ma socialmente emarginato, il cui unico amico era un altro studente intelligente e bistrattato, ora bidello della scuola. Bones e Booth cercano nel passato del ragazzo, di cui i genitori non hanno mai denunciato la scomparsa, mentre Jack e Angela scoprono alcuni oggetti non censiti nella capsula: un floppy disk e un orologio d'argento, evidentemente della vittima (o dell'assassino). Il floppy disk contiene un videogioco ideato dalla vittima, decisamente all'avanguardia per l'epoca, con il quale negli anni ottanta avrebbe potuto fare un sacco di soldi, mentre l'orologio è un cimelio decisamente costoso in cui era occultata della droga. Si viene a sapere, inoltre, che il ragazzo dava ripetizioni di matematica ad una cheerleader e Bones intuisce che il figlio della donna non è del marito (fidanzato ufficiale della donna al liceo) ma della vittima, aggiungendo quindi un altro sospettato alla lista. La donna però afferma di non aver mai detto la verità al marito e l'uomo sembra davvero incredulo e arrabbiato alla rivelazione. Grazie all'aiuto dello psicologo dell'FBI, viene suggerito come possibile colpevole una persona che abbia deciso di auto punirsi rinunciando ai propri sogni professionali. I sospetti convergono quindi sull'amico di liceo della vittima, che durante l'interrogatorio confessa di aver ucciso Roger durante un litigio. Bones e Booth si confrontano sui rispettivi aneddoti del liceo e Bones sfida Booth, che era un giocatore di football molto in vista e pieno di ragazze, a trovare un ricordo realmente imbarazzante.
- Ascolti USA: telespettatori 9 120 000[11]
- Ascolti Italia:[2] telespettatori 1 173 000 - share 5,53%[10]

## I Cavalieri di Colombo
- Titolo originale: The Knight on the Grid
- Diretto da: Dwight H. Little
- Scritto da: Noah Hawley

### Trama
Viene trovato un cadavere a cui mancano le rotule e Bones e Booth pensano subito ai Gormogon; le rotule vengono poi spedite a casa di Bones. Intanto al Jeffersonian si scopre che i Gormogon usano uno schema per scegliere le vittime, basato sulle carte dei tarocchi; la squadra arriva così a chi dovrebbe essere la prossima vittima, cioè un Cavaliere di Colombo, un'associazione segreta di corruttori politici. Con l'aiuto di Zack si scopre che una statua ritrovata nel deposito è in realtà una telecamera nascosta, quindi i Gormogon hanno potuto seguire tutte le mosse di Bones e di Booth. Sfruttando il fatto a loro vantaggio, Bones e Booth fanno credere ai Gormogon che stanno per trasferire lo scheletro d'argento, aspettando che vengano a riprenderselo. I due seguono una moto nera con un taxi ma è solo un tranello; il ragazzo sulla moto lancia uno zaino contenente una bomba, le cui schegge sono dei denti che esplodendo feriscono Bones e Booth. Il killer scappa un'altra volta ma grazie ai denti ritrovati si riesce a capire chi fosse il maestro dell'attuale Gormogon: un vecchio malato della malattia di Alzheimer. Il cavaliere di Colombo muore ucciso da uno sconosciuto.
- Ascolti USA: telespettatori 8 700 000[12]
- Ascolti Italia:[2] telespettatori 1 584 000 - share 6,47%[13]

## Un Babbo Natale insanguinato
- Titolo originale: The Santa in the Slush
- Diretto da: Jeff Woolnough
- Scritto da: Elizabeth Benjamin e Scott Williams

### Trama
Siamo nel periodo natalizio: Bones si prepara a partire per il Perù e Booth è triste perché non potrà passare il Natale con Parker, ma vengono chiamati per un imprevisto; viene trovato un cadavere decomposto sotto la grata di un centro commerciale. Si comincia ad indagare e tutti gli indizi portano a pensare che il cadavere sia il vero Babbo Natale: calci di renna, vive sopra un negozio di giocattoli, nel suo armadio c'erano solo costumi da Babbo Natale e la casa è tutta rossa e piena di luci e giocattoli. Intanto Max vorrebbe riunire la famiglia per Natale ma l'unico modo è ottenere la roulotte coniugale; Bones per ottenerla deve chiedere il permesso scritto di Caroline che le dice che firmerà solo se Bones e Booth si daranno un bel bacio sulle labbra sotto il vischio, visto che lei a Natale si senta maliziosa e Bones, per niente scontenta, accetta. Nel caso del Babbo Natale si scopre che in realtà questo tizio lavorava per un centro di beneficenza che a Natale fa vestire gli impiegati da Babbo Natale per andare in giro con una campana a chiedere le offerte. Il nostro Babbo Natale era il numero uno ma anche un borseggiatore. Bones e Booth si baciano appassionatamente sotto il vischio ed entrambi sembrano molto felici, ed un po' imbarazzati, e Caroline dà il proprio okay per la roulotte, anche se non potrà avere l'albero o le decorazioni natalizie. Viene fuori che l'assassino è uno dei Babbi Natale, che l'ha ucciso con una campana di ottone. Bones rinuncia ad andare in Perù e va da suo padre, Russ, Amy e le bambine per festeggiare il Natale tutti insieme. Parker scappa da Rebecca e va da Booth all'FBI così decidono che Parker passerà la notte di Natale con il padre. Booth chiama Bones per augurarle Buon Natale e dirle che finalmente Parker è con lui: le dice di guardare fuori dalla finestra dove c'è proprio Booth con un bellissimo albero di Natale scintillante.
- Ascolti USA: telespettatori 9 620 000[14]
- Ascolti Italia:[2] telespettatori 1 742 000 - share 8,48%[13]

## L'uomo nel fango
- Titolo originale: The Man in the Mud
- Diretto da: Scott Lautanen
- Scritto da: Janet Tamaro

### Trama
Viene trovato un cadavere alle Homestead Natural Hot Springs in una sorgente piena di fango, Booth e Brennan indagano e scoprono che la vittima era un motociclista, Intanto viene presentata la ragazza di Sweets.
- Ascolti USA: telespettatori 8 540 000[15]
- Ascolti Italia:[2] telespettatori 1 734 000 - share 7,66%[16]

## Lo sport fa male
- Titolo originale: Player Under Pressure
- Diretto da: Jessica Landaw
- Scritto da: Janet Tamaro

### Trama
Tutti i membri del team lavorano per identificare la vittima trovata decomposta in un campus, e scoprono che la vittima era un atleta universitario.
- Ascolti USA: telespettatori 8 640 000[17]
- Ascolti Italia:[2] telespettatori 1 596 000 - share 7,70%[16]

## Ricominciare da un ponte
- Titolo originale: Baby in the Bough
- Diretto da: Ian Toynton
- Scritto da: Karine Rosenthal

### Trama
Sul luogo di un incidente in cui la vittima è carbonizzata, Booth sente un pianto e si accorge che sul ramo di un albero c'è un bambino ancora nel seggiolino. Il piccolino ingoia una chiave che è una prova per il caso così deve restare con Bones e con Booth, a cui viene data la tutela legale. La donna morta nell'incidente era la madre del piccolo e vivevano in una cittadina ormai morta, da quando è caduto il ponte che la collegava alla strada panoramica, dove non c'è più lavoro e hanno chiuso le scuole. Meg, la vittima, lavorava in una fabbrica di riciclaggio degli pneumatici e spesso il bambino, Andy, rimaneva con i suoi migliori amici visto che il marito era un alcolizzato sempre il prigione. Andy e Bones, legano molto, lei si affeziona ed anche quando il bimbo espelle la chiave Bones chiede a Booth se possono tenerlo con loro almeno finché Cam non scoprirà di cosa è malato il bambino. La chiave ingoiata dal piccolo è di una cassetta di sicurezza della madre che contiene una pistola. La pistola trovata è stata usata per uccidere l'ispettore della sede centrale dell'impianto di riciclaggio che aveva scoperto che il direttore della fabbrica falsificava i rapporti da consegnare alla sede di Washington. Quindi il capo ha ucciso l'ispettore che l'aveva scoperto e quando Meg lo ha visto l'ha seguita e ha ucciso anche lei. Il caso è risolto e nella roulotte dove vivevano Meg e Andy, Booth trova una lettera dove Meg lascia il bambino ai suoi amici. A Bones un po' dispiace perché era il primo bimbo che le piaceva da molto tempo; decide di investire molti dei suoi soldi per ricostruire il ponte caduto e ne affida i lavori all'amica di Meg, a cui ora è stato affidato il piccolo Andy.
- Ascolti USA: telespettatori 9 680 000[18]
- Ascolti Italia:[2] telespettatori 1 885 000 - share 8,21%[19]

## L'uomo nero
- Titolo originale: The Verdict in the Story
- Diretto da: Jeannot Szwarc
- Scritto da: Christopher Ambrose

### Trama
Siamo alla vigilia del processo per omicidio al padre di Bones, accusa che se provata potrebbe portare alla condanna a morte. Il procuratore federale, Caroline Julian, che sostiene la pubblica accusa, impone a Bones e a Booth di non collaborare più fino a quando non verrà ultimato il processo. Gli esperti dell'intera équipe di Bones andranno a testimoniare per spiegare come e perché Matthew Brennan alias Max Keenan, padre di Bones, sia colpevole; soltanto l'amica Angela Montenegro non intende in alcun modo anteporre all'amicizia con Bones le sue logiche deduzioni. Questo rifiuto di Angela sarà causa alla stessa di oltraggio alla Corte con ripercussioni che saranno in seguito meglio definite. Bones fornisce al difensore del padre l'opportunità di instillare nella giuria la convinzione che tutto, dall'arma al movente e al luogo, avrebbe potuto vedere lei stessa colpevole di ciò di cui viene accusato il padre. La giuria ritiene che non esiste il reale convincimento che il colpevole sia l'uomo incriminato e pertanto viene prosciolto da ogni accusa, nella generale convinzione che seppure colpevole abbia difeso solo la sua famiglia da malevoli corrotti.
- Ascolti USA: telespettatori 8 130 000[20]
- Ascolti Italia:[2] telespettatori 1 637 000 - share ?[19]

## Voglia di cantare
- Titolo originale: The Wannabe in the Weeds
- Diretto da: Gordon Lonsdale
- Scritto da: Josh Berman

### Trama
L'episodio gira attorno alla voglia di cantare che è presente in ciascuno di noi, soprattutto in alcuni elementi della gruppo di Bones e sull'atroce fine di un cantante dilettante il cui cadavere, arrotato da una mietitrice era stato casualmente rinvenuto. Indagando sul giro di persone che ruotavano attorno alla vittima, Booth dovrà fare i conti con una pazza fanatica che prima si era invaghita della vittima e poi l'aveva preso di mira. L'insospettabile vicino di casa che aveva denunciato la scomparsa del cantante alla fine si rileverà essere l'assassino. L'episodio si conclude, così come era iniziato, nel locale karaoke con Booth accasciato a terra colpito al petto dalla pazza fanatica, a sua volta uccisa da Bones accorsa in difesa del proprio partner.
- Ascolti USA: telespettatori 9 420 000[21]
- Ascolti Italia:[2] telespettatori 1 159 000 - share 4,36%[22]

## L'ultimo discepolo
- Titolo originale: The Pain in the Heart
- Diretto da: Allan Kroeker
- Scritto da: Hart Hanson e Stephen Nathan

### Trama
Bones riceve via posta la mandibola di un uomo: dopo svariati test si riscontra che la mandibola era stata scuoiata dai denti di un essere umano. Bones e Booth ritornano a investigare per cercare di trovare il serial killer cannibale Gormogon, ma un'esplosione al laboratorio dove stavano lavorando Zack ed Hodgins ferma tutto poiché Zack deve essere trasportato con urgenza all'ospedale, per ustioni di terzo grado alle mani. Mentre avveniva l'esplosione lo scheletro che veniva montato via via con pezzi di ossa umane sparisce. Così all'interno del Jeffersonian scatta la caccia all'assassino, cosa che fa diventare tutti timorosi perché consapevoli che il killer è uno di loro. Dopo avere effettuato altre ricerche sulla mandibola Bones e Booth riescono a capire chi fa da discepolo al cannibale: si tratta di Zack che viene rinchiuso in un centro psichiatrico.
- Ascolti USA: telespettatori 10 150 000[23]
- Ascolti Italia:[2] telespettatori 1 412 000 - share 5,68%[22]